# Свезнање (енциклопедија)
Свезнање је општи енциклопедијски лексикон у једној књизи, који је 1937. године објавило београдско издавачко предузеће Народно дело. Садржи предмете што их обухватају све научне области (географија, геологија, зоологија, ботаника, медицина, физика, хемија, техника, историја, економија, право, уметност, спорт итд.). Чланци су сортирани по азбучном реду.
На изради Свезнања радила су 122 сарадника пуне три године. Сви чланци су оригиналан рад и одговарају тада најновијим статистичким подацима и научним сазнањима.
Уредник лексикона је био Петар М. Петровић, а редакцијски помоћници су били: Миодраг Рајичић, др Миленко Филиповић, др Петар Булат и Момир Вељковић, а на изради чланака су радили еминентни српски и југословенски научници.
Лексикон садржи 1500 страница текста и велики број слика и табела. Странице су нумерисане двостубачно, тако да нумерација иде до 2720. Требало је да послужи за израду прве српске универзалне енциклопедије у 12 књига, која због скорог избијања Другог светског рата није никада реализована.